# Etzel
Etzel es un rey mítico, personaje del Cantar de los nibelungos, que es manipulado por la princesa Krimilda para vengarse de los burgundios.
Etzel en realidad es la transposición literaria del Atila histórico, y la masacre que Etzel realiza entre los burgundios está basada en los hechos históricos en torno al exterminio de este pueblo a manos de los hunos, hacia el año 436. Naturalmente que estos eventos históricos, así como la figura del propio Etzel/Atila, están fuertemente literaturizados, hasta hacerse casi irreconocibles.
- Datos: Q5850202